# A Jeruzsálemi Királyság vazallusai

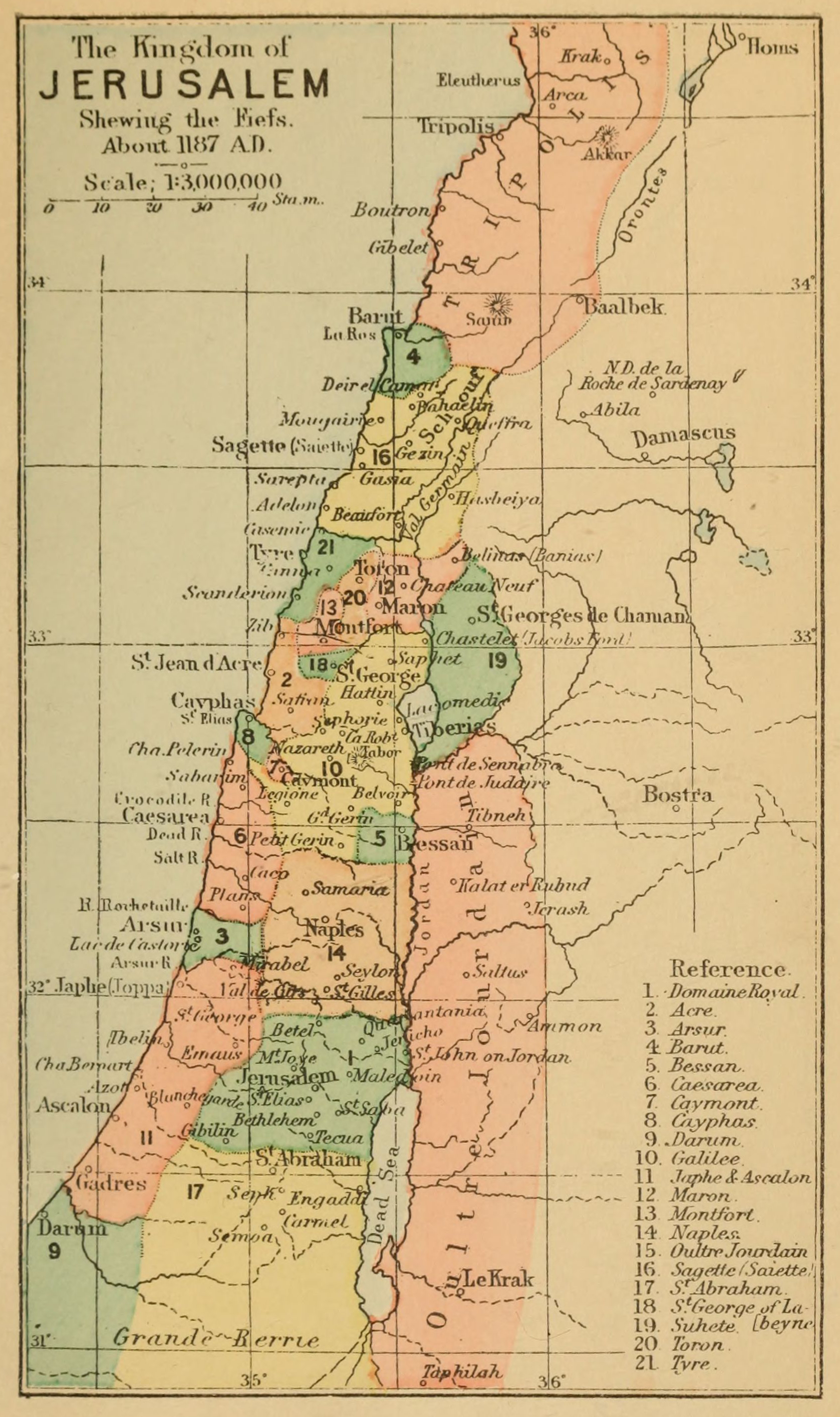
A Jeruzsálemi Királyság uradalmai 1187-ben

A Jeruzsálemi Királyság címere

Az 1099-ben alapított Jeruzsálemi Királyság nevű keresztes állam több, kisebb-nagyobb hűbérbirtokra tagolódott. Ibelin János 13. századi jogtudós szerint a négy legelőkelőbb koronahűbéres (országbáró) a következő volt:
- Jaffa és Aszkalon grófja
- Galilea hercege
- Szidón ura
- Oultrejourdain ura

Ezenkívül voltak még kisebb, kvázifüggetlen uradalmak, és közvetlenül a korona alá tartozó birtokok is, mint például Jeruzsálem, Akkó és Türosz.

## Északi államok
A Jeruzsálemi Királyságon kívül még három keresztes állam jött létre a Közel-Keleten:
- Edesszai Grófság
- Tripoliszi Grófság
- Antiochiai Fejedelemség

Ezek az államok többé-kevésbé függőségi viszonyban voltak Jeruzsálemmel. A jeruzsálemi király nemegyszer békét teremtett köztük, vagy az antiochiai fejedelem és pátriárka között, megüresedés vagy kiskorú uralkodó idején idején betöltötte a régensi tisztet is.
Annak ellenére, hogy a legtávolabb esett, Edessza kötődött a legszorosabban Jeruzsálemhez. Első két grófjából jeruzsálemi király lett (I., illetve II. Balduin), utána pedig királyi ajándék gyanánt I. Joscelin edesszai gróf kezére került.
A legközelebb eső Tripoliszi Grófságot néha egyenesen a Jeruzsálemi Királyság hűbérbirtokának tekintik, noha formailag teljes mértékben szuverén volt.
Antiochia gyakorlatilag teljesen független volt, Edesszával együtt előbb jött létre, mint maga a Jeruzsálemi Királyság, első birtokosa (I. Bohemund) rangban egyenlő volt az első keresztes hadjárat bármelyik vezérével. Későbbi története során azonban néha el kellett fogadnia Bizánc vagy éppen az örmény királyok fennhatóságát.
Ezek az államok uralkodóik országlásának ideje szerint datálták okleveleiket, többször önálló külpolitikát is folytattak, és nem a feudális függőség követelménye miatt, hanem saját jószántukból meg persze érdekből nyújtottak katonai segítséget a Jeruzsálemi Királyságnak. Ilyen értelemben függetlennek tekintendők.

## Jaffa és Aszkalon grófság
Jaffát, a Földközi-tenger kikötővárosát közvetlenül az első hadjárat után megerődítették, és a Jeruzsálemi Királyság külön hűbéreseként működött egészen II. Hugó jaffai gróf 1134-es lázadásáig. Ezt követően vagy közvetlen koronabirtokként, vagy a király valamelyik rokonának hűbérbirtokaként szerepelt. Amikor Jeruzsálem 1153-ban elhódította az egyiptomi fátimidáktól Aszkalont, a két uradalmat dupla grófságként egyesítették. A 13. századtól, amikor immár muszlim fennhatóság alatt állt, a grófi cím névlegesen öröklődött tovább. A grófsághoz tartozott több kisebb uradalom, például Ramla, Ibelin és Mirabel is.

### Jaffa grófjai
Jaffát 1099 júniusában, Jeruzsálem ostroma alatt foglalták el a keresztesek, és nem sokkal később a királyság részévé vált. Jaffa grófjai a következők voltak:
- Koronabirtok, 1100–1110
- I. Hugó, II. Balduin jeruzsálemi király unokatestvére, 1110–1118
- Namuri Albert, II. Hugó mostohaapja és régense, 1118–1122
- II. Hugó, I. Hugó fia, 1122–1134
- Melisenda jeruzsálemi királynő, férjével és fiával:
  - Fulkó jeruzsálemi király, 1131–1143
  - III. Balduin jeruzsálemi király, 1143–1151
- Amalrik jeruzsálemi király, Melisenda és Fulkó fia, 1151–1153, nagykorúságától Aszkalon meghódításáig

1153-tól, Aszkalon hozzácsatolásától az uradalom neve Jaffa és Aszkalon grófság.

### Jaffa és Aszkalon grófjai
Aszkalon városának és várának bevétele után, 1153-ban az abbászidákkal szomszédos határerősség Jaffával együtt alkotott dupla grófságot. Jaffa és Aszkalon urai a következők voltak:
- Amalrik jeruzsálemi király, 1153–1174
- IV. Balduin jeruzsálemi király, 1174–1176
- Szibilla jeruzsálemi királynő, IV. Balduin nővére, férjeivel:
  - Montferrati Vilmos, 1176–1177
  - Guidó jeruzsálemi király, 1180–1187

Jaffát és Aszkalont elfoglalják az ajjúbidák, 1187–1191
- Lusignan Geoffroy, Guidó király bátyja, 1191–1193
- Lusignan Imre jeruzsálemi király és felesége, I. Izabella jeruzsálemi királynő, 1197–1205
- I. Mária jeruzsálemi királynő, Izabella lánya, és férje, I. János jeruzsálemi király, 1210–1212
- II. Izabella jeruzsálemi királynő, apja, I. János régensségével, 1212–1221
- IV. Valter brienne-i gróf, I. János unokaöccse, Lusignan Máriának, Imre király unokájának férje, 1221–1244
- Ibelin János, Ibelin Fülöp fia, Ibelin Balian unokája, 1244–1266

Aszkalont elfoglalják az ajjúbidák, 1247
- Ibelin Jakab, Ibelin János fia, 1266–1268

Jaffát elfoglalják a mamlúkok, 1268

### Ramla uradalom
Eredetileg Róbertnek, Ramla-Lüdda püspökének birtoka volt, 1126-ban Jaffához csatolták, 1134-től, II. Hugó lázadása után külön uradalom a jaffai grófságon belül. Ramla urai a következők voltak:
- Róbert püspök, 1099–1106
- I. Balduin, Ramlai Helvis apja, Ramla várnagya (1106–1134), Ramla ura, 1134–1138
- Ibelin Bariszan, Helvis első férje, 1138–1150
- Hierges-i Manasszé, Helvis második férje, 1150–1152
- Ibelin Hugó, Bariszan legidősebb fia, 1152–1169
- Ibelin Balduin, Hugó öccse, 1169–1186
- Ibelin Tamás, Balduin fia, 1186–1187

Ramlát elfoglalják az ajjúbidák, 1187–1191
- Ibelin Balian, Balduin öccse, 1191–1193
- I. Ibelin János bejrúti úr, Balian fia, 1193–1236
- Jaffa és Aszkalon grófjai, 1236-tól

### Ibelin uradalom
Ibelin uradalom szintén Jaffa része volt, talán az 1140-es évektől, de az is lehet, hogy már 1134-től, II. Hugó gróf lázadásától. Ibelin határerőd megépítésével, 1141-ben Fulkó király Ibelin Bariszannak adományozta a birtokot és a várat, aki a felesége révén már a közeli Ramla tulajdonosa volt. Ez a két uradalom tette gazdaggá és hatalmassá az Ibelin családot. Ibelin Balian utóbb feleségül vette Amalrik király özvegyét, Komnéna Máriát, s az Ibelin nemzetség az állam legbefolyásosabb bárói családja lett a 12. század végén és a 13. században, később Bejrútot is megszerezték (lásd Bejrút uradalom, lejjebb). Ibelin urai a következők voltak:
- Ibelin Bariszan, 1141–1150
- Ibelin Hugó, Bariszan legidősebb fia, 1150–1170
- Ibelin Balian, Hugó öccse, 1170–1193
- I. Ibelin János, később Bejrút ura, 1193–1236
- Jaffa és Aszkalon grófjai, 1236-tól

### Mirabel uradalom
Az 1134-es lázadás után Mirabelt leválasztották Jaffáról, és 1166-ban Ibelin Balduiné lett, noha nem tartozott Ibelinhez sem. Következő birtokosa Balduin kiskorúan elhunyt fia, Tamás volt, 1186-tól 1188-ig.

## Galilea hercegség
Galilea hercegséget Hauteville-i Tankréd alapította 1099-ben Tibériás körül, ezért néha Tibériás hercegségnek is nevezték. A hercegség őutána a Saint-Omer, a Courtenay, a Montfaucon, majd a Bures család kezére került. Szaladin 1187-ben lerohanta, bár titulusaik közé később Ciprus királyainak (Jeruzsálem névleges uralkodóinak) kisebbik fiai és rokonai is felvették. A hercegségnek saját vazallusai (Bejrút, Názáret és Haifa uradalmak), ezeknek pedig gyakran alhűbéreseik is voltak.

### Galilea hercegei
- Tankréd, 1099–1101
- Saint-omeri Hugó, 1101–1106
- Bazoches-i Gerváz, 1106–1108
- Tankréd második uralma, 1109–1112
- I. Joscelin edesszai gróf, 1112–1119
- I. Bures-i Vilmos, 1120–1141
- Bures-i Elinand, Vilmos öccse, 1142–1148
- II. Bures-i Vilmos, Elinand öccse, 1148–1158
- Bures-i Eschiva, férjeivel:
  - Saint-omeri Valter, 1159–1171
  - III. Rajmund tripoliszi gróf, 1174–1187

Galileát elfoglalják az ajjúbidák, 1187–1240
- Saint-omeri Eschiva, II. Vilmos unokája, férjével:
  - Montbéliard-i Odó, 1240–1247

Galileát elfoglalják az ajjúbidák, 1247
Bures-i Eschiva és Tripoliszi Rajmund 1187-es halála után fiaik Galilea névleges hercegei lettek: II. Saint-omeri Hugó 1187-től 1204-ig, Saint-omeri Raul 1204-től 1219-ig.

### Bejrút uradalom
Bejrútot 1110-ben hódította meg a Jeruzsálemi Királyság, első hűbérura Guînes-i Fulkó lett. Bejrút volt a leghosszabb ideig fennálló uradalom, csak a királyság végső bukásával veszett el 1291-ben, bár ekkor már egy keskeny földsávra korlátozódott a bejrúti tengerparton. Kereskedelmi szempontból fontos kikötőnek számított, s külön vazallusai voltak Galilea hercegségben. Bejrút urai a következők voltak:
- Guînes-i Fulkó, 1110–1117

Koronabirtok, 1117–1125
- I. Brisebarre Valter, 1125–1132/1134
- Id. Brisebarre Guidó, 1133/1134–1143
- I. Brisebarre Valter, 1144–1145
- Id. Brisebarre Guidó, 1145/1147–1156/1157
- II. Brisebarre Valter, 1156/1157–1166

Koronabirtok, 1166–?
Bejrútot elfoglalják az ajjúbidák, 1187–1198
- I. Ibelin János bejrúti úr, 1204–1236
- Ibelin Balian bejrúti úr, 1236–1247
- II. Ibelin János bejrúti úr, 1247–1264
- Ibelin Izabella bejrúti úrnő, férjeivel és régensével:
  - II. Hugó ciprusi király, 1265–1267
  - Hamo le Strange, 1272–1273
  - Alice de la Roche, Izabella anyja és régense, 1274–1277
  - Nicholas Aleman, 1277
  - Barlais-i Vilmos, 1278–1282
- Ibelin Eschiva bejrúti úrnő, férjeivel:
  - Montfort-i Henfrid, 1282–1284
  - Poitiers-Lusignan Guidó, 1291

Bejrútot elfoglalják a mamlúkok, 1291
Bejrút saját vazallusai:

#### Bánjász uradalom
Bánjászban (Caesarea Philippi) 1126-tól 1129-ig az aszaszinok uralkodtak, utána a keresztesek kezére került, amikor Tádzs al-Mulúk Búri damaszkuszi atabég lemészároltatta az orgyilkos szekta hadát. A terület birtokjoga 1132 és 1140 között vitatott volt, azután II. Toroni Henfrid alatt beolvasztották a toroni uradalomba. Núr ad-Dín Mahmúd zangida fejedelem 1164-ben elfoglalta, s amikor Jeruzsálem visszaszerezte tőle, részévé vált III. Joscelin edesszai gróf uradalmának (lásd lejjebb).

#### Toron uradalom
A toroni várat Saint-homeri Hugó galileai herceg építtette Türosz ostromához. 1107-ben I. Toroni Henfridhez került. Toron urai nagy befolyásra tettek szert a királyságban. II. Henfrid sokáig a jeruzsálemi hadsereg főparancsnoka volt, unokája, IV. Henfrid Izabellát, Amalrik jeruzsálemi király lányát vette feleségül. Az uradalom később Türosz koronabirtok része lett. Két saját vazallusa is volt: a Castel Neuf-i, amelyet Núr ad-Dín 1167-ben elfoglalt, és a toron-ahmúdi, amelyet 1261-ben eladtak a Német Lovagrendnek. Toron urai a következők voltak:
- I. Toroni Henfrid, 1109 előttől 1136 utánig
- II. Toroni Henfrid, I. Henfrid fia, 1137 előttől 1179-ig
- IV. Toroni Henfrid, III. Henfrid fia, II. Henfrid unokája, 1179–1183
- Koronabirtok, 1183–1187

Toront elfoglalják az ajjúbidák, 1187–1229
- Örményországi Aliz, Toroni Izabella örmény fejedelemné lánya, IV. Henfrid testvére, III. Henfrid unokája, 1229-től 1236 utánig
- Antiochiai-Örményországi Mária, 1236 utántól 1239-ig

Toront elfoglalják az ajjúbidák, 1239–1241
- Toron egyesül a türoszi uradalommal, 1241

### Názáret uradalom
A Tankréd által meghódított Názáret volt a jeruzsálemi latin patriarkátus első székhelye. Mint Galilea érseki uradalma 1115-ben jött létre. A názáreti érsek később Haifa fölött is fennhatóságot gyakorolt.

### Haifa uradalom
Haifa részben egyházi javadalom volt a názáreti érsek kezében, részben pedig a hercegség egyéb területeiből tevődött össze. Haifa urai a következők voltak:
- Geldemar Carpenel, 1100–1101
- Tankréd, 1101–1103
- I. Rorgius, 1103–1107
- I. Pagan, 1107–1112
- Koronabirtok, 1112–1187

Haifát elfoglalják az ajjúbidák, 1187–1191
- Vivian, 1190-es évek?
- II. Pagan, 1190-es évek?
- II. Rorgius, 1244-ig?
- Garsias Alvarez, 1250 körül
- Gilles d’Estrain, 1260 körül

Haifát elfoglalják a mamlúkok, 1265

## Szidón uradalom
Szidón és Caesarea városát 1101-ben, illetve 1110-ben foglalták el a keresztesek. I. Balduin király mindkettőt bizalmas hívének, Grenier Eusztáknak adományozta. Az általa alapított dinasztia az 1260-as évekig uralkodott, utána a területet lerohanták a mamlúkok és a mongolok.

### Szidón urai
Szidón az 1110-es ostrom után került a Jeruzsálemi Királyság birtokába. Szidón urai a következők voltak:
- Grenier Euszták, 1110–1123
- Grenier Gellért, Euszták fia, 1123–1171
- Grenier Rajnald, Gellért fia, 1171–1187

Szidónt elfoglalják az ajjúbidák, 1187–1197
- Grenier Rajnald, 1197–1202
- Grenier Balian, Rajnald fia, 1202–1239
- Grenier Julián, Balian fia, 1239–1260

Szidónt elpusztítják az ajjúbidák 1249-ben és a mongolok 1260-ban
Szidónt eladják a templomos lovagrendnek, 1260

### Caesarea uradalom
Caesareát 1101-ben foglalták el a keresztesek, és megalapították benne a caesareai érsekséget. Caesarea urai a következők voltak:
- Grenier Euszták, 1101–1123
- I. Grenier Valter, Euszták fia, 1123–1154
- Grenier Hugó, I. Valter fia, 1154–1169
- Grenier Guidó, Hugó fia, 1170-es évek
- II. Grenier Valter, Guidó fivére, 1176–1189/1191

Caesareát elfoglalják az ajjúbidák, 1187–1191
- Grenier Julianna, II. Valter húga, második férjével:
  - Aymar de Lairon, 1189/1193 – 1213/1216

### Súf uradalom
Szidón alhűbérbirtoka volt, amelyet 1170 körül hoztak létre Niha-erőd központtal (Tyron-barlang). Grenier Julián 1256-ban eladta a német lovagrendnek.

## Oultrejourdain uradalom
Oultrejourdain uradalom, a királyság egyik legnagyobb és legfontosabb hűbérbirtoka a Jordán folyó délkeleti oldalán terült el. A rajta áthaladó, Egyiptomot Szíriával összekötő karavánút forgalma állandó bevételi forrást jelentett. Utolsó ura, Châtillon Rajnald úgy jutott hozzá, hogy feleségül vette örökösnőjét, Millyi Stefániát. Rajnald Oultrejourdain fejedelmének tekintette magát, nem a jeruzsálemi király hűbéresének, a muszlimokat pedig különösen gyűlölte. Részben az ő támadásai váltották ki Szaladin 1187-es invázióját. Szaladin a terület nagy részét megszállta, Rajnaldot pedig személyesen fejezte le a hattíni csata után. Oultrejourdain urai a következők voltak:
- Romain du Puy, 1115 után – 1126 vagy 1134 körül
- Paganus pohárnokmester, 1126 vagy 1134 körül – 1147
- Montreali Móric, Pagan unokaöccse, 1147–1161
- Millyi Fülöp, feleségével, Izabellával, Móric lányával, 1161–1168
- Millyi Stefánia, Fülöp lánya és örököse, férjeivel:
  - III. Toroni Henfrid, 1168–1173
  - Plancyi Miles, 1173–1174
  - Châtillon Rajnald, 1176–1187

Oultrejourdaint elfoglalja Szaladin, 1187

## Más uradalmak
(Névleges címek dőlt betűkkel.)

### Adelon uradalom
Valószínűleg akkor alapították, amikor a királyság székvárosát áttették Akkóba (1191). II. Frigyes német-római császár idejében jutott fontosabb szerephez. Adelon urai a következők voltak:
- Ádám
- Gibeleti Ágnes, 1200 körül, férjével:
  - Termonde-i Thierry, elhunyt 1206-ban
- I. Termonde-i Dániel, fiuk, elhunyt 1225 után
- II. Termonde-i Dániel, Dániel fia
- Péter, 1250 körül
- Jordanes

### Arszúf uradalom
Arszúf (a keresztes hadjáratok idején Arszúr is) Jaffától északra helyezkedik el. 1102-től 1163-ig koronabirtok, 1163-ban egy bizonyos Jánosnak adományozták. Arszúf urai a következők voltak:
- János, 1163–1177

Arszúfot elfoglalják az ajjúbidák, 1187–1191
- Arszúfi Melisenda, János húga, férjeivel:
  - Thierry d’Orca, 1192–1207
  - I. Ibelin János bejrúti úr, 1207–1236
- Ibelin János arszúfi úr, Melisenda és I. János fia, 1236–1258
- Ibelin Balian arszúfi úr, Ibelin János fia, 1258–1261

Balian bérbe adja Arszúfot a johannitáknak, 1261
Arszúfot elfoglalják a mamlúkok, 1265
- Ibelin Balian, 1261–1277
- Ibelin János, Balian fia, 1277–1309
- Ibelin Balian, János fia, 1309–1333
- Ibelin Fülöp, Balian fia, 1333–1373

### Bejszán uradalom
Bejszánt Tankréd foglalta el 1099-ben. Elhelyezkedése ellenére sohasem tartozott Galilea hercegséghez, 1101-ben koronabirtok lett, és az is maradt 1120-ig. Amikor éppen nem adták hűbérbe, később is gyakran az udvarhoz került. Bejszán urai a következők voltak:
- I. Béthune-i Ádám
- II. Béthune-i Ádám, I. Ádám fia
- János, 1129 után
- I. Guermond, II. Ádám fia, 1174 után
- Gibelet-i Hugó
- I. Valter
- III. Béthune-i Ádám
- II. Guermond, 1210 körül
- Balduin
- II. Valter, 1310 körül
- Tibold

### Blanchegarde uradalom
Blanchegarde („Fehér erőd”) várát Fulkó jeruzsálemi király építtette 1142-ben. A körülötte elterülő földekkel koronabirtok volt, királyi várnagyok irányították. 1166-ban lett uradalom, amikor is III. Brisebarre Valternek, Bejrút urának adományozták. Blanchegarde urai a következők voltak:
- III. Brisebarre Valter, 1166–1187

Blanchegarde-ot elfoglalják az ajjúbidák, 1191–1192
- Gilles, 1210 körül
- Raul, ?–1265
- Barlais-i Amalrik, 1265–?

### Caymont uradalom
Caymont uradalmát az 1139-es első alapítás után (Cain Mons, Kaym Mons, „Káin hegye”, arabul Kajmún) 1192-ben létesítette Szaladin, kárpótlásul Ibelin Balian számára, aki a harmadik keresztes hadjárat előtt minden területét elvesztette. Később koronabirtok lett.

### Dera uradalom
Csak annyit lehet tudni róla, hogy 1118-ban, II. Balduin király uralkodása idején alapították.

### Hebron uradalom
Hebron, vagyis „Szent Ábrahám vára”, ahogyan a keresztesek nevezték, a legelsőül létrejött uradalmak egyike. 1149 előtt többször koronabirtok volt. Saját vazallus uradalmát, Beth Gibelint Fulkó király alapította 1149-ben. Nem sokkal ezután Hebron megint koronabirtok lett, Beth Gibelin pedig a johannitákhoz került. Hebron urai a következők voltak:
- Geldemar Carpenel, 1100
- Avesnes-i Gellért, 1100–1101

Koronabirtok, 1102–1104
- Rebecques-i Hugó, 1104

Koronabirtok, 1104–1108
- Mahomet Valter, 1108–1118

Koronabirtok, 1118–1120
- Szent Ábrahám-i Balduin, 1120–1136
- II. Szent Ábrahám-i Hugó, 1136–1149

Koronabirtok, 1149–1161
Hebront beolvasztják Oultrejourdain uradalomba, 1161
Ajjúbida fennhatóság alatt, 1187–1191
Koronabirtok, 1191
Hebront elpusztítják a hvárezmiek, 1244

### Montgisard uradalom
Montgisard vára (talán Gézer helyén) eredetileg Núr ad-Dín elleni védekezésül épült, később, 1177-ben a közelben került sor a montgisard-i csatára. Montgisard urai a következők voltak:
- Vilmos, 1155 körül
- János
- Aimard, 1198 körül
- Reginald, 1200 körül
- Vilmos, 1230 körül
- Róbert, 1240 körül
- Henrik
- Balian, 1300 körül
- Vilmos
- Balduin
- Róbert
- János
- Jakab, 1400 körül

### Náblusz uradalom
Nábluszt 1099-ben foglalta el Tankréd, és a keresztesek a Nápoly nevet adták neki. Először koronabirtok volt, később Melisenda királynő is lakott itt (1150–1161), tíz éven keresztül pedig Komnéna Mária özvegy királyné volt az úrnője. Náblusz urai a következők voltak:
Koronabirtok, 1099–1126
- Paganus pohárnokmester, 1126–?
- Millyi Guidó, 1138–1144
- Millyi Fülöp, 1144–1151
- Komnéna Mária, Amalrik király özvegye, második férjével:
  - Ibelin Balian, 1177–1187

Nábluszt elfoglalják az ajjúbidák, 1187

### Scandalion uradalom
Scandalion, a mai Iszkandarouna Libanon Dél kormányzóságának Türosz körzetében helyezkedik el. Türoszi Vilmos krónikája szerint 1117-ben alakították koronabirtokként, amikor I. Balduin jeruzsálemi király felépíttette Scandalion várát. 1148-ban hűbéres uradalommá vált. Sandalion urai a következők voltak:
- Scandalioni Guidó, 1150 körül
- Péter
- Rajmund, 1200 körül
- Mandeleei Vilmos
- Rajmund
- Fülöp, 1270 körül
- Henfrid, 1300 körül
- Eschiva, 1370 körül

### Türosz uradalom
Türosz uradalmát Montferrati Konrád hozta létre azzal, hogy 1187-től a harmadik keresztes hadjárat kezdetéig megvédte Szaladintól mint egyedüli várost, amely még nem került arab kézre a hattíni csata után. Türosz kulcsfontosságú kikötővárosa mindig is koronabirtok volt, és Konrád után sokáig az is maradt: Jeruzsálem elveszte után itt került sor a koronázásokra. 1246 után I. Henrik ciprusi király Montfort-i Fülöp jeruzsálemi régensnek adományozta, amiért az Ibelinek pártjára állt a II. Frigyes német-római császár elleni harcban. Az adományozást III. Hugó ciprusi király is megerősítette, azzal a feltétellel, hogy bármikor visszavásárolhatja. Ez meg is történt 1284-ben, amikor is az uradalmat Hugó húga, Antioch-Lusignan Margit kapta meg. Türosz urai a következők voltak:
Koronabirtok, 1124–1129
- Anjou Fulkó, 1131-től Jeruzsálem királya, 1129–1131

Koronabirtok, 1131–1187
- Montferrati Konrád, 1190–1192

Koronabirtok, 1192–1246
- Montfort-i Fülöp, 1246–1269
- Montfort-i János, Fülöp fia, 1269–1283
- Montfort-i Henfrid, János öccse, 1283–1284
- Antioch-Lusignan Margit, 1284–1291

Türoszt elfoglalják a mamlúkok, 1291

### III. Joscelin edesszai gróf uradalma
Ez az uradalom, amelyet seigneurie de Joscelinnek is szokás nevezni, egészen egyedi kreáció, III. Courtenay Joscelin, a rég elvesztett Edesszai Grófság névleges ura, Courtenay Ágnes bátyja számára hozták létre, amikor 1176-ban feleségül vette Millyi Ágnest, és az Akkó környéki királyi területekből állították össze. Örökösei 1220-ban eladták a német lovagrendnek. Az uradalom irattára az egyetlen, amely a Szentföldről fennmaradt.

## Öröklés a Jeruzsálemi Királyságban
Az uradalmak elvben örökletesek voltak, de a gyakorlatban a körülmények sokszor úgy hozták, hogy nem megszakítatlan dinasztiák kezén maradt a birtok, ellentétben az akkor már kialakult európai renddel. A királyság történetének elején gyakran maguk a földesurak szereztek meg egy-egy területet, amelyek nemegyszer gazdát cseréltek, másrészt a majdnem állandó hadiállapot miatt a férfiak várható életideje meglehetősen rövid volt, ami magával hozta a leányági öröklést, illetve egész családok kihalását.
A leányági öröklés lehetővé tette a hűbérúr vagy a király számára, hogy „új emberek” hűségének, rátermettségének jutalmaképpen felkínálja számukra egy-egy örökösnő kezét, s vele együtt az uradalmat. Tipikus öröklési mintának számított, hogy apáról leányra, nővérre, unokahúgra szállt a birtok, ezeket feleségül vette a kiválasztott férfi, és attól fogva ő volt a terület ura, tehát egy uradalom egy generáció alatt akár kétszer is gazdát cserélhetett.
Megesett, hogy egy család kihalt, vagy otthagyta a Keletet, s ilyenkor egy távoli európai rokon nyújtotta be jogigényét, vagy pedig az uralkodó egy másik családnak adta az uradalmat. Az is előfordult, hogy lázadásért, árulásért örökre megfosztottak egy családot a birtoktól. A terület mindkét esetben koronabirtokká is válhatott.
Az uradalmak többsége Jeruzsálem 1187-es elestével de facto elveszett, a többivel Akkó 1291-es lerohanása után történt meg ugyanez. Cipruson vagy akár Európában élő örökösök még évszázadokig igényt tarthattak rájuk, viselhették címeik között az uradalom nevét, de földdel természetesen már nem rendelkeztek Szíriában.

## Fordítás
- Ez a szócikk részben vagy egészben  a   Vassals of the Kingdom of Jerusalem című angol Wikipédia-szócikk ezen változatának fordításán alapul.  Az eredeti cikk szerkesztőit annak laptörténete sorolja fel. Ez a jelzés csupán a megfogalmazás eredetét és a szerzői jogokat jelzi, nem szolgál a cikkben szereplő információk forrásmegjelöléseként.